# Gustav Glunz
Gustav Glunz (* 31. Januar 1910 in Hannover; † 26. November 1982) war ein deutscher Ingenieur und Ministerialbeamter. 

## Leben
Glunz verbrachte Jugend und Schulzeit in Hannover und absolvierte von 1928 bis 1933 das Studium im Fernmeldewesen und Hochfrequenztechnik an der Technischen Hochschule in Hannover, das er mit dem Diplom-Examen abschloss. Seit 1928 war er dort Mitglied des Corps Hannovera. 1933/34 war er Mitglied der SA. 1934 wurde er in den Flugsicherungsdienst der Zivilluftfahrt beim Luftamt Dresden übernommen. 1937 trat er als Referent für Flugsicherungsbetrieb in das Reichsluftfahrtministerium ein. Am 2. Dezember 1937 beantragte er die Aufnahme in die NSDAP und wurde rückwirkend zum 1. Mai desselben Jahres aufgenommen (Mitgliedsnummer 5.916.425). 1939 wurde er zum Regierungsbaurat ernannt.
Im Zweiten Weltkrieg war Glunz Verbindungsbeamter der Zivilluftfahrt beim Luftwaffenrüstungsstab und Chef des Nachrichtenverbindungswesens mit Sitz in Potsdam, Paris, Semmering, Ostpreußen und der Ukraine. Bei Kriegsende geriet er in amerikanische Gefangenschaft. 1946 bis 1952 war er bei der Firma Günther Wagner in Hannover als Arbeiter, später Betriebsassistent beschäftigt. 1952 wurde Glunz Hilfsreferent, später Ministerialrat beim Bundesministerium für Verkehr in Bonn, wo er für die internationale Zusammenarbeit auf dem Gebiet der Flugsicherung zuständig war. Er war langjähriger Vorsitzender des Europäischen Planungsausschusses für Flugsicherung, deutscher Vertreter und Vorsitzender im NATO-Ausschuss für zivil-militärische Zusammenarbeit auf dem Gebiet der Flugsicherung sowie Mitbegründer der europäischen Flugsicherungsbehörde Eurocontrol. Am 31. Januar 1975 trat er in den Ruhestand.
Glunz war von 1972 bis 1980 erster Vorsitzender des Weinheimer Verbandes Alter Corpsstudenten.